# اصبغ المهری
اصبغ المهری (عربی: أصبغ المهري؛ زاده: ۹۷۲ - درگذشته: ۱۰۳۵) در زمان حاکمیت اندلس می‌زیست. او محقق علوم مهندسی و اعداد بود، پیشرفت قابل توجهی در علم ستاره‌شناسی داشت و در عین حال به علوم پزشکی توجه داشت و کتاب «حسان» را تألیف کرد. از جمله کتاب‌های او کتاب ورود به علم هندسه در تفسیر کتاب اقلیدس بود، همچنین کتاب «ثمره اعداد» معروف به «معاملات» را نوشت از کتاب‌های دیگر او کتاب ماهیت اعداد و کتاب بزرگ او در علم مهندسی است که در آن اجزاء خط مستقیم و منحنی و غیره را بررسی می‌کند، او در سال ۴۱۶ هجری در غرناطه به گفته شاگردش مهندس ابو مروان سلیمان بن عیسی درگذشت.
وی از افتخارات اندلس بشمار می‌آید، وی از شاگردان دانشمند مسلمان المجریطی است که در همه علوم زمان خود دست داشت و ابن صاعد اندلسی دربارهٔ او در کتاب «طبقات الامم» می‌گوید: «او از پژوهشگران علم اعداد و هندسه بود و در علوم ستاره‌شناسی و حرکات ستاره‌ها پیشرفت زیادی کرده بود و به علم پزشکی نیز توجه خاصی داشت».
لسان الدین در کتاب «الاحاطه» و ابن ابی اصیبعة در کتاب «عیون الانباء» و صاحب کتاب «کشف الظنون» در حرف کاف می‌نویسند: «مهندس ابی القاسم بن محمد الغرناطی کتاب هندسه بزرگ را نوشته و در سال ۴۱۶ هجری فوت کرد».
- پهنه‌هایی که او در آن‌ها فوق‌العاده بود: پزشکی و ریاضیات و ستاره‌شناسی[۵]

## تالیفات
- ورود به هندسه که در تفسیر کتاب اقلیدس است
- کتاب ثمره اعداد
- کتاب ماهیت اعداد

دو کتاب در «اسطرلاب» و یک کتاب اندر فواید آن و دیگری به صورت صفحه «اسطرلاب» است.